# Emilio Álava
Emilio Álava Sautu (ur. 5 maja 1889 w Vitorii, zm. 18 kwietnia 1974 tamże) – hiszpański strzelec.

## Życiorys
Na początku kariery uprawiał kolarstwo. W latach 1907–1910 zostawał mistrzem prowincji Araba. Następnie przeprowadził się do Argentyny, gdzie rozpoczęła się jego kariera strzelecka. W 1935 wystąpił na mistrzostwach świata. W 1945 i 1946 został mistrzem Hiszpanii. W 1952 wystąpił na igrzyskach olimpijskich, na których zajął 13. miejsce w strzelaniu z pistoletu szybkostrzelnego 25 m z 568 pkt. Jest najstarszym hiszpańskim olimpijczykiem.
Był także utalentowanym szachistą. Dwukrotnie wjechał samochodem na górę Gorbea: na początku lat 20. i w wieku 70 lat. Był także pierwszym agentem firmy Citroën w Hiszpanii oraz wynalazł kilka urządzeń, które pomogły rozwijać pojazdy tej firmy.
W 1971 napisał książkę pt. „La gran riqueza petrolífera de España”.
Zmarł w rodzinnej Vitorii 18 kwietnia 1974.
Jego syn, Javier Álava Quintana (ur. 26 czerwca 1940) wystartował na igrzyskach olimpijskich w 1968 w tej samej konkurencji, co jego ojciec 16 lat wcześniej i zajął 45. miejsce z 570 pkt.

## Literatura dodatkowa
- Alberto Suarez Alba. Ha muerto el hombre del petroleo. „ABC”, s. 121, 1974-04-25. ISSN 1136-0143. (hiszp.).